# Anthony Pettis

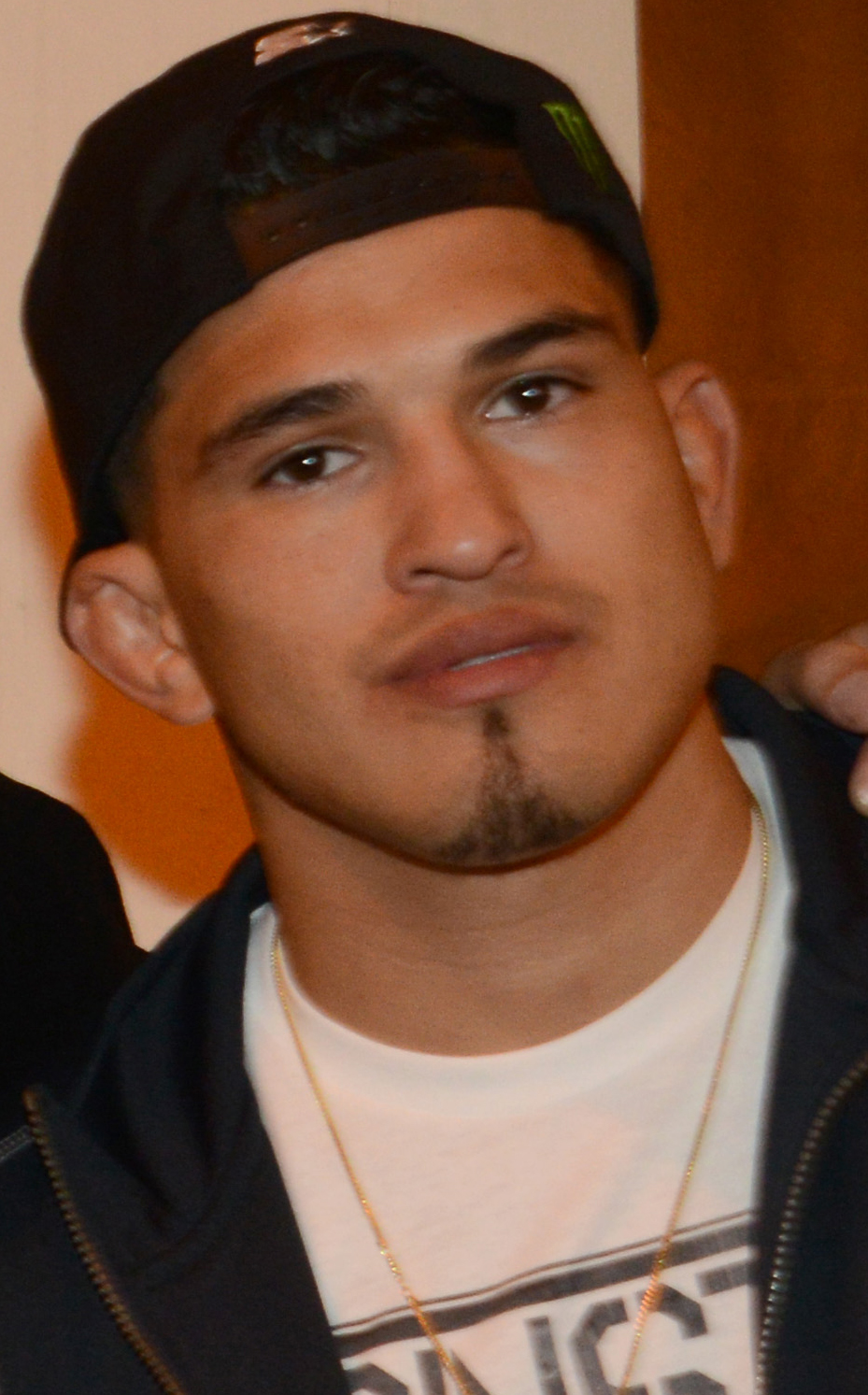
Anthony Pettis, 2016

Anthony Paul Pettis (* 27. Januar 1987 in Milwaukee, Wisconsin) ist ein US-amerikanischer professioneller Mixed Martial Artist. Derzeit ist er in der Professional Fighters League unter Vertrag. Pettis kämpfte früher in den Divisionen Weltergewicht, Leichtgewicht und Federgewicht der Ultimate Fighting Championship. Er ist ein ehemaliger UFC Lightweight Champion.

## Leben
Pettis hatte 34 Profikämpfe, von denen er 24 gewann.
Pettis trat in Episode 4 von World of Jenks auf, wo der Dokumentarfilmer Andrew Jenks eine Woche lang mit Pettis vor seinem Kampf gegen Danny Castillo bei WEC 47 lebte. Die Episode gab einen Einblick in Pettis' Kampfvorbereitungen sowie Einblicke in sein Familienleben.
Pettis hat 1,5 Millionen Follower auf Instagram.

## Erfolge
- Fight of the year winner – 2010, 2018
- Breakthrough fighter of the year winner – 2010
- All-Violence First Team winner – 2010, 2013
- Wheaties Box Cover – 2014
- Knockout of the month winner – March 2019[3]

Ultimate Fighting Championship
- UFC LIGHTWEIGHT Championship[4]
- Two-time fight of the night winner[5][6]
- Tow time knockout of the night winner[7][8]
- Submission of the night winner[9]
- Three times performance of the night winner[10][11]

World Extreme Cagefighting
- WEC lightweight championship
- Knockout of the night winner
- Fight of the night winner

Gladiator Fighting Series
- One time winner and title defense GSF lightweight championship

Records
- 2x UFC Champion
- One time WEC Champion